# ميقات الحرم
هي الأماكن التي حددها رسول الله محمد لمن أراد ان يحرم للحج والعمرة، أي قصد أو نية الحج والعمرة.

## أنواع المواقيت
- مواقيت مكانية وهو محور الحديث في هذه الصفحة وهي خمس مواقيت
- مواقيت زمانية: وهي شهر شوال وشهر ذو القعدة وعشرة من ذي الحجة أي الأيام العشر من بداية ذي الحجة، وهي أشهر الحج التي ورد ذكرها في قوله تعالى ﴿الحج أشهر معلومات فمن فرض فيهن الحج فلا رفث ولا فسوق ولا جدال في الحج﴾. سورة البقرة الآية: 197.

والركن الأول من أركان الحج يكون منها وهو الإحرام.

## عدد المواقيت المكانية
5 خمس مواقيت كما نظمها الشاعر:
ويضاف إلى ذلك مساجد مكة التي بخارج حدود الحرم مثل مسجد التنعيم ومسجد الجعرانة، فتعتبر مواقيت لأهل مكة فقط.

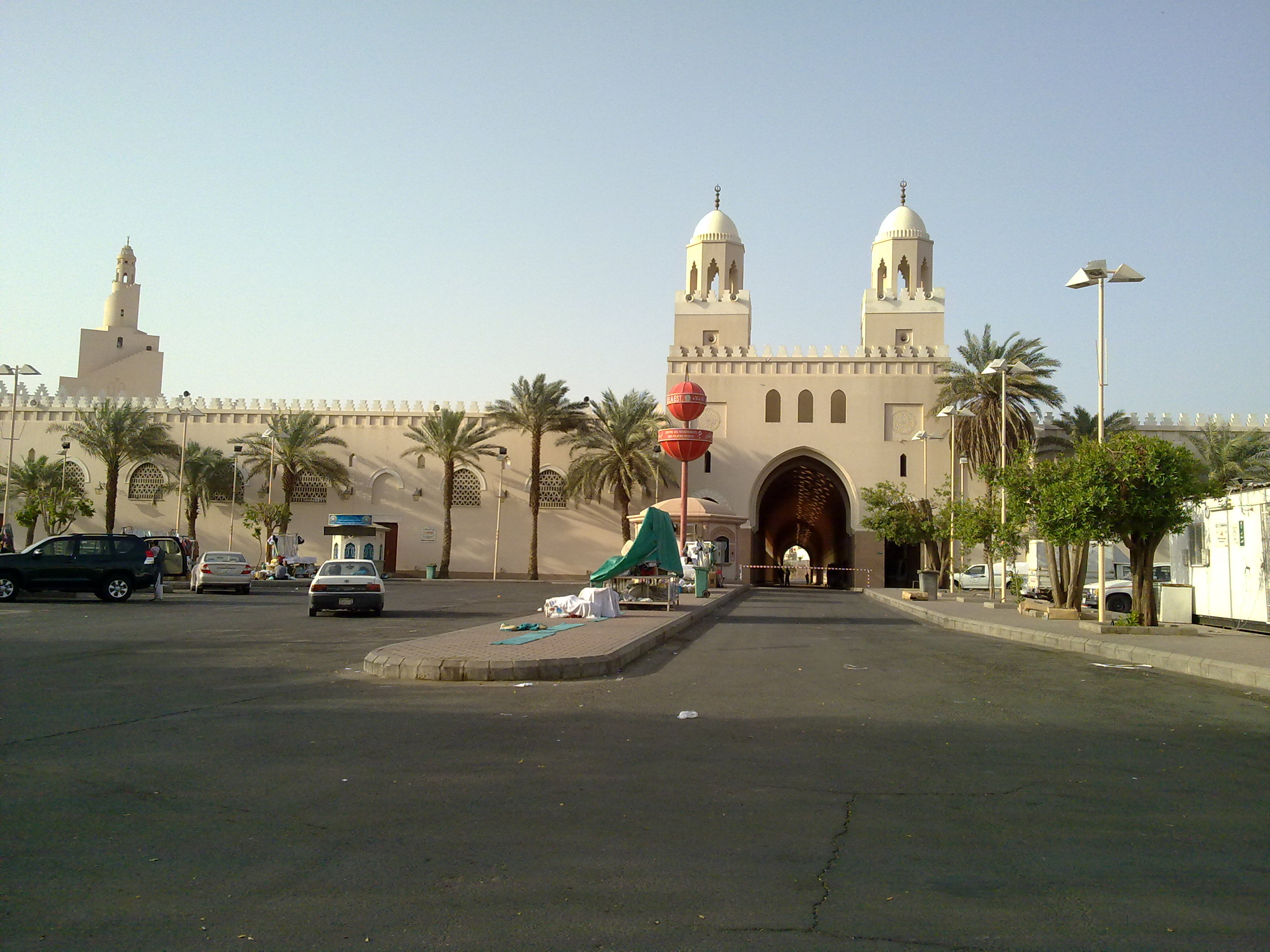
ذو الحليفة (أبيار علي)
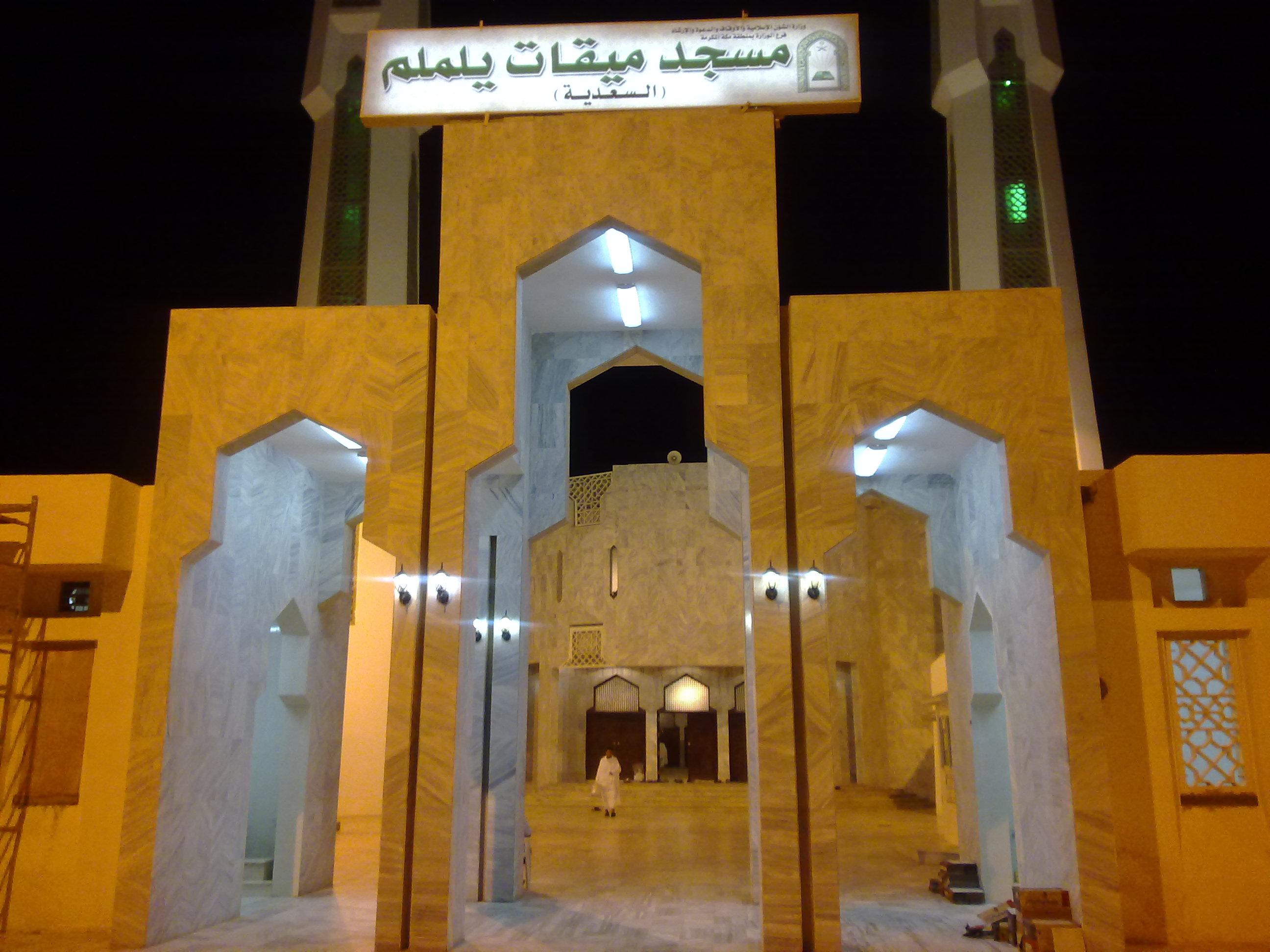
يلملم (السعدية)
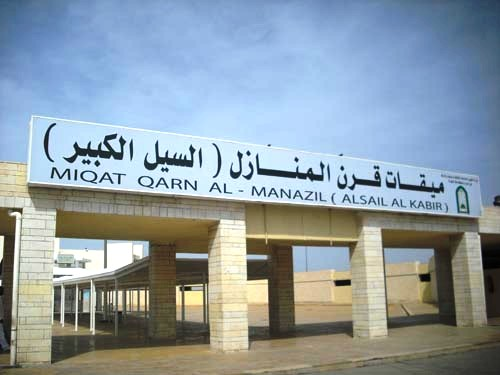
قرن المنازل (السيل الكبير)
ميقات وادي محرم

## حديث التحديد
عن ابن عباس -ما- قال: وقت رسول الله—لأهل المدينة ذا الحليفة ولأهل الشام الجحفة ولأهل نجد قرن المنازل ولأهل تهامة وأهل اليمن يلملم فقال: ((هن لهن ولمن أتى عليهن من غير أهلهن لمن كان يريد الحج أو العمرة فمن كان دونهن فمهله من أهله وكذلك حتى أهل مكة يهلون منها)). [رواه البخاري ومسلم].
في هذا الحديث عدد من الفوائد:
- معجزة للرسول—حيث وقّت هذه المواقيت قبل أن تفتح هذه البلدان ولم تفتح إلا بعد وفاته.
- تحديد المواقيت بتحديد رسول الله.
- رفع الحرج لمن مر عليهن من غير أهلهن أن يحرم من الميقات الذي يمر به وإن كان غير ميقاته الأصلي.
- عدم تكليف من كان دون المواقيت من جهة مكة حيث يحرم من مكانه.
- أهل مكة يحرمون من مكة للحج ومن الحل للعمرة.

## أنواع الميقات
ويتضح من الحديث أن الناس بالنسبة للميقات المكاني ثلاثة أقسام:
- أهل الحرم: وهم الذين يقيمون في مكة سواء كانوا مكيون من أهلها أو مقيمين فيها من غير أهلها.
- أهل الحل: وهم الذين يسكنون داخل المواقيت الخمسة أي بين مكة والميقات.
- الآفاقيون: وهم الذين منازلهم خارج المواقيت.

## الرأي في ميقات ذات عرق
المواقيت الخمسة المكانية أربعة منها بتوقيت النبي—بلا خلاف بين العلماء لثبوت ذلك في الصحيحين، وواحد مختلف فيه هل وقته الرسول أم وقته عمر بن الخطاب.
أما الأربعة المجمع على نقلها عن النبي فهي: ذو الحليفة وهو ميقات أهل المدينة، والجحفة وهي ميقات أهل الشام، وقرن المنازل وهو ميقات أهل نجد، ويلملم وهي ميقات أهل اليمن. وأما الميقات الخامس الذي اختلف العلماء فيه هل وقته رسول الله أو وقته عمر بن الخطاب فهو ذات عرق لأهل العراق.
قال ابن حجر في الفتح: كون توقيت ذات عرق ليس منصوصاً من النبي بل بتوقيت عمر بن الخطاب. وكذا قال النووي في شرح مسلم.
والذين قالوا بأنه اجتهاد من عمر استدلوا على ذلك بما رواه البخاري في صحيحه عن ابن عمر ما قال: لما فتح هذان المصران أتوا عمر فقالوا يا أمير المؤمنين: إن رسول الله حد لأهل نجد قرناً وهو جور عن طريقنا وإنا إن أردنا قرناً شق علينا قال: فانظروا حذوها من طريقكم فحد لهم (ذات عرق).
وأما الذين قالوا: إنه بتوقيت النبي استدلوا بأحاديث منها ما رواه مسلم في صحيحه من حديث جابر ما يسأل عن المَهِل فقال: سمعت أحسبه رفع إلى النبي فقال: «مهل أهل المدينة من ذي الحليفة والطريق الآخر الجحفة. ومهل أهل العراق من ذات عرق....» الحديث.
قال النووي: هذا الإسناد صحيح إلا أنه ليس فيه الجزم برفع الحديث إلى النبي.
قال الشنقيطي في أضواء البيان: وأظهر القولين عندي دليلا، أن ذات عرق وقتها النبي لأهل العراق فإن كان لم يجزم برفع الحديث إلى النبي في صحيح مسلم فإن هناك عدد من الأحاديث الصحيحة الثابتة بأن الرسول—هو الذي وقت ذات عرق لأهل العراق فمن ذلك ما جاء في سنن أبي داود بسند صحيح أن عائشة قالت: «أن رسول الله وقت لأهل العراق ذات عرق».
قال ابن حجر في الفتح بعد أن ساق بعض طرق حديث توقيت النبي ذات عرق لأهل العراق ما نصه: "وهذا يدل على أن للحديث أصلاً فلعل من قال أنه غير منصوص لم يبلغه". ورأى ضعف الحديث باعتبار أن كل طريق لا يخلو من مقال".
وقال ابن حجر أيضاً: وأما ما ثبت في البخاري من أن ذات عرق من توقيت عمر فإنه لا يعارض الأدلة بأنها من توقيت الرسول لاحتمال أن عمر—لم يبلغه ذلك، فاجتهد فوافق اجتهاده توقيت النبي صلى الله عليم وسلم وهو معروف أنه وافقه الوحي في مسائل متعددة فلا مانع من أن تكون هذه منها لا شرعاً ولا عقلاً ولا عادة، وأما إعلال بعضهم حديث ذات عرق، بأن العراق لم تكن فتحت يومئذ فقد قال فيه ابن عبد البر: هي غفلة لأن النبي وقت المواقيت لأهل النواحي قبل الفتوح؛ لأنه علم أنها ستفتح فلا فرق في ذلك بين الشام والعراق، ولذات عرق اسمٌ ثانٍ هو «الضريبة».